# بروس روث
بروس روث (بالإنجليزية: Bruce Roth)‏ هو كيميائي ومخترِع أمريكي، ولد في 1 يونيو 1954.